# Каймаразов, Гани Шихвалиевич
Гани Шихвалиевич Каймаразов (30 декабря 1928, Санчи, Дагестанская АССР — 8 июня 2025) — советский и российский дагестанский историк, доктор исторических наук, профессор Дагестанского государственного университета, главный научный сотрудник Института истории, археологии и этнографии ДФИЦ РАН, специалист по истории и культуре Дагестана советского периода.

## Биография
Родился 30 декабря 1928 года в селе Санчи Кайтагского района Дагестана в крестьянской семье. Учился в Маджалисской средней школе, окончил курсы подготовки преподавателей русского языка, а также Сергокалинское педучилище с отличием. В 1943—1946 годах работал учителем в Санчинской начальной школы, воспитателем и завучем в Санчинском детдоме.
Обучался на историческом факультете Дагестанского педагогического института (ныне Дагестанский государственный университет), окончил с отличием в 1950 году. Одновременно в 1946—1949 годах работал школьным инспектором Кайтагского районо. По окончании института был направлен в Маджалисскую среднюю школу, где в 1950—1952 годах работал учителем и директором.
В 1952 году поступил в аспирантуру Института истории, языка и литературы Дагестанского филиала АН СССР. В 1955 году защитил диссертацию «Прогрессивное влияние России на развитие культуры и просвещения в дореволюционном Дагестане» и получил учёную степень кандидата исторических наук. Учителя и научные руководители — Р. М. Магомедов и А. А. Абилов.
С 1955 года работал в Институте языка, литературы и искусства имени Гамзата Цадасы ДНЦ РАН, позднее — в Институте истории, археологии и этнографии ДФИЦ РАН. Занимал должности младшего (1955—1961) и старшего (1961—1966) научного сотрудника отдела советского периода, заведующего отделами истории советского периода (1965—1993) и новой и новейшей истории Дагестана (1993—1999), главного научного сотрудника центра истории (с 1999).
В 1965 году защитил диссертацию «История культуры народов Дагестана: От времени присоединения к России до наших дней» (издана как «Очерки истории культуры народов Дагестана») в Ростовском государственном университете и получил учёную степень доктора исторических наук.
В 1999—2009 годах руководил проблемной группой по истории культуры Дагестана. Также преподавал в Дагестанском государственном университете, с 1990 года — профессор кафедры истории России.
Умер 8 июня 2025 года.

## Научная деятельность
Область научных интересов — история культурной революции, развитие народного просвещения в Дагестане в XIX—XX вв., формирование и деятельность интеллигенции Северного Кавказа, анализ социально-культурных и экономических преобразований, историография и источниковедение, подготовка и публикация крупных документальных серий по истории коллективизации, культурного строительства, Великой Отечественной войны 1941—1945 годов.
Автор более 300 научных работ, в том числе 13 монографий. В качестве автора, руководителя глав и разделов, члена редколлегии принимал участие в издании «Истории Дагестана» (1968), «Истории Дагестана с древнейших времен до наших дней» в 2 томах (2004, 2005) и «Истории народов Северного Кавказа» в 4 томах (1988).
Подготовил 37 кандидатов наук и 3 докторов наук (М. Я. Мирзабеков, М. М. Вагабов, И. И. Магомедсултанов).

## Награды
- Заслуженный деятель науки Российской Федерации[9]
- Заслуженный деятель науки Республики Дагестан[9]
- Орден «За заслуги перед Республикой Дагестан» (2025)[4]
- Медаль «Ветеран труда»[4]
- Медаль «За доблестный труд в Великой Отечественной войне 1941—1945 гг.»[4]
- Юбилейная медаль «65 лет Победы в Великой Отечественной войне 1941—1945 гг.»[4] (2009)
- Юбилейная медаль «300 лет Российской академии наук» (2024)[4]